# 27e régiment d'artillerie
Le 27e régiment d'artillerie (27e RA) est une unité d'artillerie de l'armée française, créée en 1872 et dissoute en 1962.

## Création et différentes dénominations
- 10 mai 1872 : formation du 27e régiment d'artillerie
- 1884 : renommé 27e régiment d'artillerie de campagne
- 1923 : dissolution
- 1939 : création du 27e régiment d'artillerie divisionnaire
- 1940 : dissolution
- 1956 : création du 27e régiment d'artillerie (un seul groupe)
- 1962 : dissolution

## Colonels et chefs de corps
- 20 avril 1872 : Paul Jean Baptiste James Colcomb[1]
- 1876 : Joseph Bosquillon de Frescheville
- 1882 : colonel Mathieu
- 1883 : colonel Le Lorrain
- 1883 : colonel Régnier
- 1886 : colonel Wartel
- 1888 : colonel d'Aumale
- 1891 : colonel Guérin
- 1894 : colonel Froment
- 1897 : colonel Percin
- 2 août 1914 : colonel Clément
- 8 novembre 1915 : colonel Masselin
- 16 décembre 1916 : chef d'escadron Roesch (nommé lieutenant-colonel le 14 janvier 1917)
- 1939 : colonel Montrailly[2]
- 1939 : lieutenant-colonel Mathieu[2]

## Historique des garnisons, combats et batailles

### 1872-1914
Le 27e régiment d'artillerie est formé à Douai par ordre du 20 avril 1872 avec : 
- 2 batteries provenant du 8e régiment d'artillerie
- 8 batteries provenant du 15e régiment d'artillerie
- 1 batterie provenant du 17e régiment d'artillerie
- quelques cadres et éléments divers fournis par les 4e et 9e régiments d'artillerie

En 1873, il fait partie de la 1re brigade d'artillerie et reçoit 1 batteries à cheval du 15e régiment d'artillerie et cède 4 batteries au 33e régiment d'artillerie.
En 1881 des éléments participent à la campagne de Tunisie.
En 1895, 2 sous-officiers, 15 brigadiers et canonniers classés au 38e régiment d'artillerie et revenus au 27e régiment d'artillerie participent à l'expédition de Madagascar.

### Première Guerre mondiale

#### Affectations
En casernement à Saint-Omer et Aire-sur-la-Lys
1re brigade d'artillerie, artillerie de la 2e division d'infanterie.
Composition : 3 groupes de 9 batteries de 75 (36 canons). 

#### 1914
En 1914, il se mobilise à Saint-Omer, Arques, Saint-Martin-au-Laërt et Aire-sur-la-Lys. Le régiment est composé de 9 batteries.
Envoyé en Belgique, le régiment combat du 15 au 22 août 1914 près de Dinant puis retraite. À partir du 6 septembre il est engagé dans la première bataille de la Marne de Sézanne à Reims. Le 18 septembre, c'est la Bataille de l'Aisne, vers Craonne. En décembre le régiment est envoyé en Champagne.      

#### 1915
De janvier à mars, il participe aux attaques de Perthes-les-Hurlus. Il appuie les attaques d'avril lors de la bataille des Éparges. Il est envoyé le 28 avril dans la région du bois d'Ailly pour appuyer diverses contre-attaques. Le 13 mai, le régiment retourne dans le secteur de Craonne.

#### 1916
Il est relevé le 7 février et se dirige vers Verdun. Du 1er mars au 6 avril, il lutte pour arrêter les assauts allemands de la bataille de Verdun. D'avril à juillet il garde un secteur du Chemin des Dames. Du 19 août au 9 octobre il est engagé sur le front de la Somme.

#### 1917
Il arrive en Champagne le 2 janvier. Le 15 février il enraye une forte attaque allemande sur Maisons-en-Champagne. Le régiment prend position le 28 mars dans l'Aisne pour préparer l'offensive Nivelle. Pendant un mois les tirs précis de l'artillerie allemande lui causent de forte pertes dans le bois de Beaumarais. Il est relevé le 13 mai. Le 8 juillet il embarque pour participer à la seconde bataille des Flandres. Il est relevé le 6 décembre.

#### 1918
Après la percée allemande du Chemin des Dames le 27 mai, le régiment est envoyé stopper l'avance allemande au nord-est de la forêt de Villers-Cotterêts puis sur l'Ourcq. Il participe à la seconde bataille de la Marne du 18 au 29 juillet, à la Bataille de l'Ailette du 17 au 23 août, aux combats de Crécy-au-Mont et Coucy-le-Château du 31 août au 5 septembre.

### Entre-deux-guerres
Le régiment est dissout le 1er avril 1923.

### Seconde Guerre mondiale

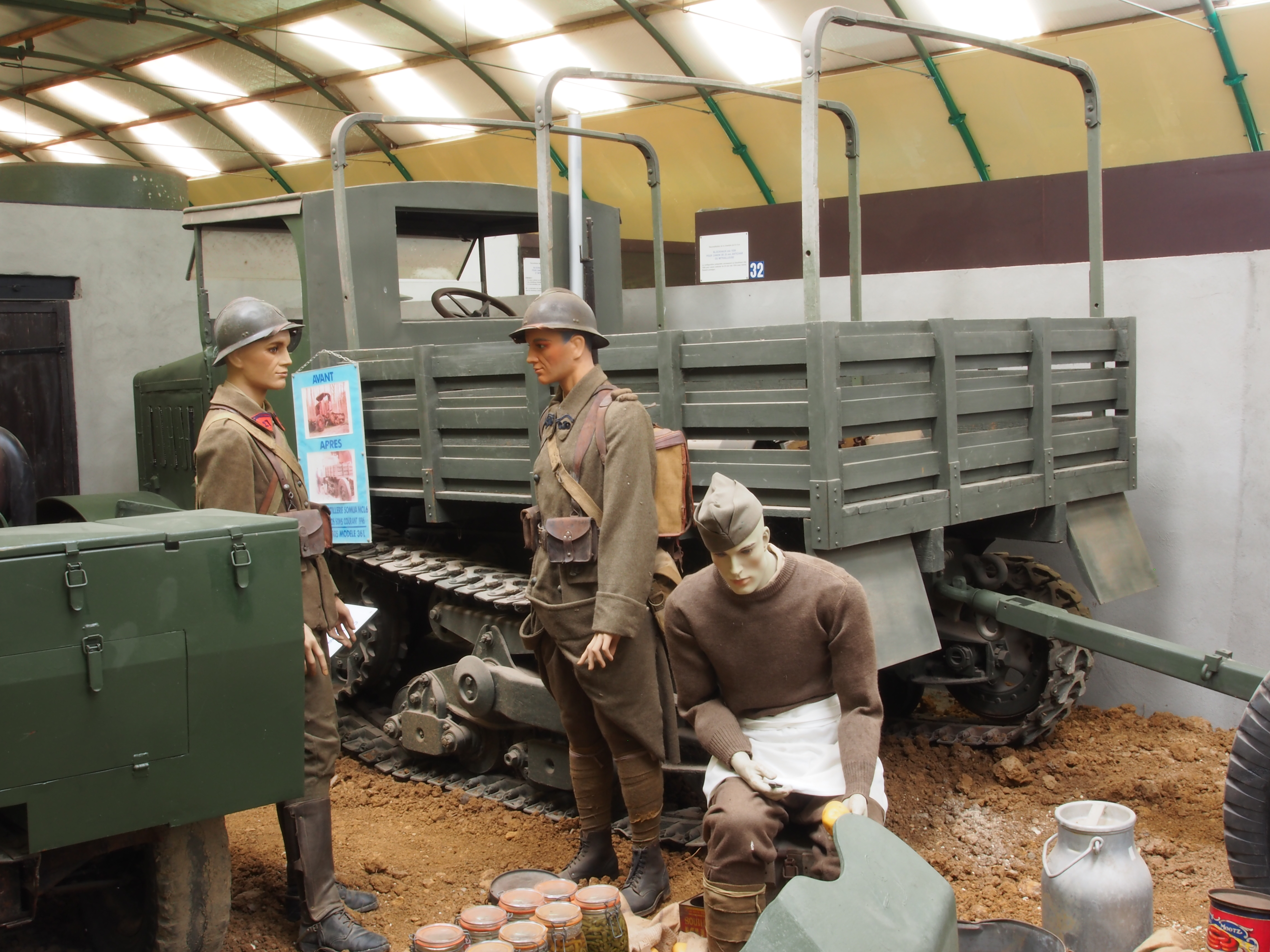
Présentation de la au musée de l'ouvrage de Fermont. Un artilleur du (à gauche) fait face à un fantassin du.

Le 27e RAD est mobilisé le 7 septembre 1939 au centre mobilisateur d'artillerie no 1 (Douai). Il est affecté à la 51e division d'infanterie. Il est constitué de trois groupes de canons de 75 modèle 1897 hippomobiles, commandés par les chefs d'escadron Longueval, Quintard et André. La 10e batterie du régiment est la batterie antichar de la 51e DI. Mobilisée avec six canons de 75 modèle 1897, elle les remplace en mars 1940 avec huit canons de 47 modèle 1937.
La division, affectée au front de Lorraine pendant la bataille de France, se replie à partir du 15 juin et est capturée le 22 juin dans la région de Sexey-aux-Forges.
Le 27e RAD compte un quatrième groupe, le XIe groupe, qui est rattaché à l'organe de défense côtière A.

### Guerre d'Algérie
Le I/27e RA participe à la guerre d'Algérie. Groupe équipé de canons, le 1/27e RA est stationné à Oran en 1961.

## Étendard
Il porte, cousues en lettres d'or dans ses plis, les inscriptions suivantes :
- La Marne 1914-1918
- Verdun 1916
- La Somme 1916

## Décorations
Le régiment est cité à l'ordre de l'armée le 14 septembre et le 7 novembre 1918. Il reçoit la fourragère aux couleurs de la croix de guerre le 18 décembre 1918 à Wiesbaden.

## Personnalités ayant servi au régiment
- Joseph Bosquillon de Frescheville, colonel en 1876
- Ephraïm Grenadou, en 1914-1918[15]
- Armand Lipman, lieutenant en 1882
- Hippolyte Malandrin, lieutenant vers 1890
- Claude Rochat, au 27e RAD en 1940[16]
- Ernest Siben, chef d'escadron en 1901[17]
- André Zeller, lieutenant en 1916-1918

### Sources et bibliographie
- Pierre Montagnon : Histoire de l'armée française.
- Historique du 27e régiment d'artillerie de campagne 1914-1918, Saint-Omer, Lithographie et typographie de l'indépendant, 27 p., lire en ligne, via Paul Chagnoux.
- Gaston Top, Un groupe de 75. Journal d'un médecin aide-major du 27ème d'artillerie (2 Août 1914 - 13 Mai 1915), Plon, Nourrit et Cie, 1919.
- Grandes Unités Françaises, vol. 2, Imprimerie Nationale, 1967.
- Jean-Yves Mary, Quelque part sur la ligne Maginot : l'ouvrage de Fermont, 1930-1980, Sercap, 1985, 357 p. (ISBN 978-2-7321-0224-5, lire en ligne).
- Louis Susane : Histoire de l'artillerie Française
- Historiques des corps de troupe de l'armée française (1569-1900)